# Microfilo
Microfilo é um tipo de folha de planta definido pela existência de um única nervura que não se ramifica. As espécies atuais que possuem micrófilos possuem folhas pequenas e relativamente simples, e associadas a caules protostelos; porém no passado houve representantes com micrófilos de até um metro de comprimento.
A teoria mais aceita sobre a origem do microfilos é de que evoluiram a partir de projeções laterais do eixo principal.